# Milan Football Club 1935-1936
Questa voce raccoglie le informazioni riguardanti il Milan Football Club nelle competizioni ufficiali della stagione 1935-1936.

## Stagione

Carlo Rigotti, al Milan dal 1932 al 1938

Con l'arrivo di Piero Annoni alla presidenza, anche il Milan inizia ad acquistare giocatori sudamericani. In particolare tessera gli oriundi brasiliani Elisio Gabardo e Vicente Arnoni, a cui si aggiungono altri giocatori di alto livello come Mario Zidarich, Ermanno Bertolotti e Mario Zorzan: questo calciomercato fa ben sperare i tifosi rossoneri. Sulla panchina del Milan viene confermato Adolfo Baloncieri.
In campionato, dopo un'ottima partenza, il Milan conosce un periodo di crisi che lo porta a classificarsi 8º a pari merito con Alessandria, Genova 1893 e Napoli. La partita che segna il declino dei rossoneri è la sconfitta a San Siro con il Torino per 1 a 0. In Coppa Italia, trofeo reintrodotto dopo l'edizione non conclusa della stagione 1926-1927, i rossoneri hanno un buon rendimento ma vengono eliminati in semifinale dall'Alessandria.

## Divise
| Casa | Trasferta |

## Organigramma societario
Area direttiva
- Presidente: Pietro Annoni (fino a maggio 1936)
- Consiglio di reggenza: Pietro Annoni, Giovanni Lorenzini e Rino Valdameri (da maggio 1936)

Area tecnica
- Allenatore: Adolfo Baloncieri
- Massaggiatore: Luigi Clerici

## Rosa
| N. |                   | Ruolo | Calciatore                    |
| -- | ----------------- | ----- | ----------------------------- |
|    | Italia (bandiera) | P     | Dario Compiani                |
|    | Italia (bandiera) | P     | Giovanni Paolo Tronconi       |
|    | Italia (bandiera) | P     | Mario Zorzan                  |
|    | Italia (bandiera) | D     | Giuseppe Bonizzoni (capitano) |
|    | Italia (bandiera) | D     | Emilio Gattoronchieri         |
|    | Italia (bandiera) | D     | Luigi Perversi                |
|    | Italia (bandiera) | D     | Gian Emilio Piazza            |
|    | Italia (bandiera) | D     | Carlo Rigotti                 |
|    | Italia (bandiera) | C     | Ermanno Bertolotti            |
|    | Italia (bandiera) | C     | Antonio Gino Bortoletti       |
|    | Italia (bandiera) | C     | Giorgio Buila                 |
|    | Italia (bandiera) | C     | Luigi Cresta                  |

| N. |                    | Ruolo | Calciatore          |
| -- | ------------------ | ----- | ------------------- |
|    | Brasile (bandiera) | C     | Elisio Gabardo      |
|    | Italia (bandiera)  | C     | Sereno Gianesello   |
|    | Italia (bandiera)  | C     | Giuseppe Pagni      |
|    | Italia (bandiera)  | C     | José Spirolazzi     |
|    | Italia (bandiera)  | C     | Mario Zidarich      |
|    | Brasile (bandiera) | A     | Vicente Arnoni      |
|    | Italia (bandiera)  | A     | Pietro Arcari       |
|    | Italia (bandiera)  | A     | Oliviero Mascheroni |
|    | Italia (bandiera)  | A     | Giovanni Moretti    |
|    | Italia (bandiera)  | A     | Mario Romani        |
|    | Italia (bandiera)  | A     | Giulio Rossi        |
|    | Italia (bandiera)  | A     | Giuseppe Spinola    |

## Calciomercato
| Acquisti | Acquisti               | Acquisti        | Acquisti |
| R.       | Nome                   | da              | Modalità |
| -------- | ---------------------- | --------------- | -------- |
| A        | Vicente Arnoni         | Palestra Itália | -        |
| D        | Ermanno Bertolotti     | Pavia           | -        |
| A        | Elisio Gabardo         | Palestra Itália | -        |
| D        | Sereno Gianesello      | Atalanta        | -        |
| D        | Gian Emilio Piazza     | Comense         | -        |
| A        | Bruno Poletti          | Atalanta        | -        |
| C        | Giuseppe Saccone       | Atalanta        | -        |
| C        | Giuseppe Spinola       | Torino          | -        |
| C        | José Spirolazzi        | Union Rojas     | -        |
| P        | Giovanni Palo Tronconi | Monza           | -        |
| C        | Mario Zidarich         | Fiumana         | -        |
| P        | Mario Zorzan           | Vicenza         | -        |

| Cessioni | Cessioni           | Cessioni        | Cessioni |
| R.       | Nome               | a               | Modalità |
| -------- | ------------------ | --------------- | -------- |
| P        | Alessandro Bonetti | Atalanta        | -        |
| A        | Nello De Lorenzi   | SPAL            | -        |
| C        | Arrigo Fibbi       | Comense         | -        |
| A        | Paolo Silvestri    | Sampierdarenese | -        |
| C        | Benedetto Stella   | Catania         | -        |
| C        | Giuseppe Torriani  | La Folgore      | -        |

## Risultati

### Serie A

#### Girone di andata
| Arbitro: | Bertoli (Vicenza) |

|                     |           |  |
| Arcari III 15’, 44’ | Marcatori |  |

| Arbitro: | Scotto (Savona) |

|            |           |             |
| Meazza 75’ | Marcatori | 29’ Moretti |

| Arbitro: | Bertolio (Torino) |

|           |           |  |
| Arnoni 8’ | Marcatori |  |

| Arbitro: | Sassi (Roma) |

|  |           |                              |
|  | Marcatori | 19’ (rig.) Arnoni 35’ Romani |

| Arbitro: | Mastellari (Bologna) |

|  |           |            |
|  | Marcatori | 79’ Silano |

| Arbitro: | Pizziolo (Firenze) |

|                                        |           |                           |
| Libonatti 1’, 52’ Orlandini 16’ (rig.) | Marcatori | 4’, 14’ Gabardo 30’ Rossi |

| Arbitro: | Ciamberlini (Genova) |

|            |           |                            |
| Arnoni 88’ | Marcatori | 44’ Andreolo 84’ Reguzzoni |

| Arbitro: | Scorzoni (Bologna) |

|                |           |                             |
| Piola 37’, 59’ | Marcatori | 44’ Zidarich 60’ Arcari III |

| Milano 1º dicembre 1935 9ª giornata | Milan            | 0 – 0 | Roma | Stadio San Siro (8 000 spett.)\| Arbitro: \| Gonani (Ravenna) \| |
| Arbitro:                            | Gonani (Ravenna) |       |      |                                                                  |

| Arbitro: | Scarpi (Dolo) |

|              |           |  |
| Pasinati 10’ | Marcatori |  |

| Arbitro: | Galeati (Bologna) |

|                       |           |              |
| Moretti 30’, 48’, 82’ | Marcatori | 54’ Bonesini |

| Arbitro: | Sassi (Roma) |

|                                          |           |             |
| Cason 55’ (rig.) Menti I 60’ Borel I 65’ | Marcatori | 81’ Moretti |

| Arbitro: | Salvatori (Roma) |

|                            |           |          |
| Moretti 15’ Bertolotti 59’ | Marcatori | 32’ Rier |

| Arbitro: | Mattea (Torino) |

|             |           |                             |
| Moretti 15’ | Marcatori | 30’ Busini III 38’ Poggi II |

| Arbitro: | Mastellari (Bologna) |

|                 |           |  |
| Sallustro I 26’ | Marcatori |  |

#### Girone di ritorno
| Arbitro: | Salvagno (Trieste) |

|                                                                         |           |                  |
| Gastaldi 4’ Busani 12’ Bonizzoni 20’ (aut.) Svageli 30’, 42’ Barale 61’ | Marcatori | 67’ Mario Romani |

| Arbitro: | Dattilo (Roma) |

|                     |           |                              |
| Arcari III 57’, 60’ | Marcatori | 30’ Meazza 90’ (aut.) Zorzan |

| Arbitro: | Mattea (Torino) |

|                                            |           |                  |
| Gringa 16’ Scagliotti 65’ Romagnoli II 67’ | Marcatori | 44’ Mario Romani |

| Arbitro: | Turbiani (Ferrara) |

|                                                 |           |  |
| Moretti 50’ Arcari III 52’ Rossi 58’ Arnoni 75’ | Marcatori |  |

| Arbitro: | Dattilo (Roma) |

|                    |           |                |
| Baldi III 48’, 50’ | Marcatori | 25’ Arcari III |

| Arbitro: | Sassi (Roma) |

|                |           |  |
| Bertolotti 88’ | Marcatori |  |

| Arbitro: | Bevilacqua (Viareggio) |

|                                          |           |            |
| Ottani 30’ Fedullo 66’ Schiavio 77’, 80’ | Marcatori | 87’ Arnoni |

| Arbitro: | Mattea (Torino) |

|                                               |           |  |
| Romani 1’, 12’, 48’ Arnoni 24’ Arcari III 84’ | Marcatori |  |

| Roma 22 marzo 1936 24ª giornata | Roma              | 0 – 0 | Milan | Campo Testaccio (9 000 spett.)\| Arbitro: \| Gianelli (Genova) \| |
| Arbitro:                        | Gianelli (Genova) |       |       |                                                                   |

| Milano 29 marzo 1936 25ª giornata | Milan            | 0 – 0 | Triestina | Stadio San Siro (8 000 spett.)\| Arbitro: \| Gonani (Ravenna) \| |
| Arbitro:                          | Gonani (Ravenna) |       |           |                                                                  |

| Palermo 12 aprile 1936 26ª giornata | Palermo      | 0 – 0 | Milan | Stadio del Littorio (7 000 spett.)\| Arbitro: \| Sassi (Roma) \| |
| Arbitro:                            | Sassi (Roma) |       |       |                                                                  |

| Arbitro: | Scarpi (Dolo) |

|                            |           |             |
| Arcari III 41’ Spinola 82’ | Marcatori | 86’ Gabetto |

| Arbitro: | Pizziolo (Firenze) |

|            |           |                            |
| Bianchi 8’ | Marcatori | 33’ Moretti 63’ Arcari III |

| Arbitro: | Scorzoni (Bologna) |

|                          |           |               |
| Cappellini 10’, 55’, 85’ | Marcatori | 6’ Arcari III |

| Arbitro: | Mattea (Torino) |

|  |           |              |
|  | Marcatori | 78’ Venditto |

### Coppa Italia

#### Sedicesimi di finale
| Arbitro: | Gonani (Ravenna) |

|                         |           |                                           |
| Mancini 31’ Pedotti 64’ | Marcatori | 18’, 53’ Zidarich 32’ Moretti 39’ Spinola |

#### Ottavi di finale
| Arbitro: | Scarpi (Dolo) |

|                             |           |  |
| Arcari 52’, 71’ Moretti 55’ | Marcatori |  |

#### Quarti di finale
| Arbitro: | Ciamberlini (Genova) |

|                     |           |                       |
| Buscaglia 3’ (rig.) | Marcatori | 10’ Arnoni 22’ Romani |

#### Semifinali
| Arbitro: | Turbiani (Ferrara) |

|           |           |  |
| Croce 89’ | Marcatori |  |

## Statistiche

### Statistiche di squadra
| Competizione | Punti      | In casa | In casa | In casa | In casa | In casa | In casa | In trasferta | In trasferta | In trasferta | In trasferta | In trasferta | In trasferta | Totale | Totale | Totale | Totale | Totale | Totale | DR |
| Competizione | Punti      | G       | V       | N       | P       | Gf      | Gs      | G            | V            | N            | P            | Gf           | Gs           | G      | V      | N      | P      | Gf     | Gs     | DR |
| ------------ | ---------- | ------- | ------- | ------- | ------- | ------- | ------- | ------------ | ------------ | ------------ | ------------ | ------------ | ------------ | ------ | ------ | ------ | ------ | ------ | ------ | -- |
| Serie A      | 28         | 15      | 8       | 3       | 4       | 24      | 11      | 15           | 2            | 5            | 8            | 16           | 30           | 30     | 10     | 8      | 12     | 40     | 41     | -1 |
| Coppa Italia | semifinale | 1       | 1       | 0       | 0       | 3       | 0       | 3            | 2            | 0            | 1            | 6            | 4            | 4      | 3      | 0      | 1      | 9      | 4      | +5 |
| Totale       | -          | 16      | 9       | 3       | 4       | 27      | 11      | 18           | 4            | 5            | 9            | 22           | 34           | 34     | 13     | 8      | 13     | 49     | 45     | +4 |

### Statistiche dei giocatori
| Giocatore         | Serie A  | Serie A | Coppa Italia | Coppa Italia | Totale   | Totale |
| Giocatore         | Presenze | Reti    | Presenze     | Reti         | Presenze | Reti   |
| ----------------- | -------- | ------- | ------------ | ------------ | -------- | ------ |
| P. Arcari         | 29       | 11      | 3            | 2            | 32       | 13     |
| V. Arnoni         | 30       | 6       | 4            | 1            | 34       | 7      |
| E. Bertolotti     | 19       | 1       | 2            | 0            | 21       | 1      |
| G. Bonizzoni      | 27       | 0       | 1            | 0            | 28       | 0      |
| A. Bortoletti     | 29       | 1       | 3            | 0            | 32       | 1      |
| G. Buila          | 1        | 0       | 0            | 0            | 1        | 0      |
| D. Compiani       | 1        | -1      | 0            | 0            | 1        | -1     |
| L. Cresta         | 5        | 0       | 0            | 0            | 5        | 0      |
| E. Gabardo        | 12       | 2       | 0            | 0            | 12       | 2      |
| E. Gattoronchieri | 1        | 0       | 1            | 0            | 2        | 0      |
| S. Gianesello     | 11       | 0       | 3            | 0            | 14       | 0      |
| O. Mascheroni     | 0        | 0       | 1            | 0            | 1        | 0      |
| G. Moretti        | 27       | 9       | 4            | 2            | 31       | 11     |
| G. Pagni          | 1        | 0       | 1            | 0            | 2        | 0      |
| L. Perversi       | 30       | 0       | 3            | 0            | 33       | 0      |
| G. E. Piazza      | 4        | 0       | 3            | 0            | 7        | 0      |
| C. Rigotti        | 27       | 0       | 3            | 0            | 30       | 0      |
| M. Romani         | 15       | 6       | 3            | 1            | 18       | 7      |
| G. Rossi          | 6        | 2       | 0            | 0            | 6        | 2      |
| G. Spinola        | 7        | 1       | 3            | 1            | 10       | 2      |
| J. Spirolazzi     | 1        | 0       | 0            | 0            | 1        | 0      |
| G. P. Tronconi    | 1        | -4      | 0            | 0            | 1        | -4     |
| M. Zidarich       | 18       | 1       | 2            | 2            | 20       | 3      |
| M. Zorzan         | 28       | -36     | 4            | -4           | 32       | -40    |